# Banderes de les províncies dels Països Baixos

S'està editant Banderes de les províncies dels Països Baixos

Aquesta galeria de banderes de les províncies dels Països Baixos mostra totes les banderes de les 12 províncies dels Països Baixos

Bandera del Brabant del Nord
Bandera de Drenthe
Bandera de Flevoland
Bandera de Frísia
Bandera de Gelderland
Bandera de Groningen
Bandera d'Holanda del Sud
Bandera d'Holanda del Nord
Bandera de Limburg
Bandera d'Overijssel
Bandera d'Utrecht